# 천리포항
천리포항은 충청남도 태안군 소원면 의항리에 위치한 어항이다. 1972년 8월 7일 지방어항으로 지정되었다. 시설관리자는 태안군수이다.

## 어항구역
천리포항의 어항구역은 다음과 같다.
- 수역
  - 방파제 기부 북측 기점(X=367,381 Y=123,733)으로부터 서남측 닭섬 제1기점(X=367,189 Y=123,367)을 거쳐 제2기점 (X=366,905 Y=123,539)으로부터 정동에서 남쪽으로 21° 방향으로 그어 육지와 연결한 선내의 공유수면
- 육역
  - 충청남도 태안군 소원면 의항리 978-82 (제방)
  - 충청남도 태안군 소원면 의항리 978-83 (잡종지)
  - 충청남도 태안군 소원면 의항리 978-84 (제방)
  - 충청남도 태안군 소원면 의항리 978-88 (잡종지)
  - 충청남도 태안군 소원면 의항리 978-89 (잡종지)
  - 충청남도 태안군 소원면 의항리 978-90 (잡종지)
  - 충청남도 태안군 소원면 의항리 978-93 (잡종지)